# BCL7B
BCL7B (англ. BCL tumor suppressor 7B) – білок, який кодується однойменним геном, розташованим у людей на 7-й хромосомі. Довжина поліпептидного ланцюга білка становить 202 амінокислот, а молекулярна маса — 22 195.
| 10         |  | 20         |  | 30         |  | 40         |  | 50         |
| ---------- |  | ---------- |  | ---------- |  | ---------- |  | ---------- |
| MSGRSVRAET |  | RSRAKDDIKK |  | VMAAIEKVRK |  | WEKKWVTVGD |  | TSLRIFKWVP |
| VTDSKEKEKS |  | KSNSSAAREP |  | NGFPSDASAN |  | SSLLLEFQDE |  | NSNQSSVSDV |
| YQLKVDSSTN |  | SSPSPQQSES |  | LSPAHTSDFR |  | TDDSQPPTLG |  | QEILEEPSLP |
| SSEVADEPPT |  | LTKEEPVPLE |  | TQVVEEEEDS |  | GAPPLKRFCV |  | DQPTVPQTAS |
| ES         |  |            |  |            |  |            |  |            |

A: Аланін

C: Цистеїн

D: Аспарагінова кислота

E: Глутамінова кислота

F: Фенілаланін

G: Гліцин

H: Гістидин

I: Ізолейцин

K: Лізин

L: Лейцин

M: Метіонін

N: Аспарагін

P: Пролін

Q: Глутамін

R: Аргінін

S: Серин

T: Треонін

V: Валін

W: Триптофан

Кодований геном білок за функцією належить до фосфопротеїнів. 
Задіяний у таких біологічних процесах, як апоптоз, диференціація клітин, сигнальний шлях Wnt, альтернативний сплайсинг. 